# Christian Gottfried Lorsch
Christian Gottfried Lorsch (* 11. September 1773 in Nürnberg; † 19. Februar 1830 ebenda) war von 1818 bis 1821 der erste zivile Erste Bürgermeister der Stadt Nürnberg nach dem Übergang an das Königreich Bayern.
Dr. jur. Lorsch arbeitete seit 1796 als Advokat in der Stadt und wurde 1801 Mitglied im „Rat der Stadt“ (sog. „Genannter“). Nachdem aufgrund des „Gemeindeedikts“ des bayerischen Königs Maximilian I. eine Zivilverwaltung und ein Magistrat eingerichtet wurde, wählte man ihn am 26. September 1818 zum „Ersten Bürgermeister“. Bei der Neuwahl im Jahr 1821 scheiterte er, wurde aber Mitglied im „Kollegium der Gemeindebevollmächtigten“ (dem heutigen Stadtrat vergleichbar).
Zusammen mit Johannes Scharrer gründete er 1821 die Sparkasse in Nürnberg. Nach ihm ist eine Straße im Nürnberger Stadtteil Gleißhammer benannt.